# Opperhalen
Opperhalen är en sjö i Svenljunga kommun och Tranemo kommun i Västergötland och ingår i Ätrans huvudavrinningsområde. Sjön är 23 meter djup, har en yta på 0,613 kvadratkilometer och befinner sig 182,4 meter över havet. Sjön avvattnas av vattendraget Lillån (Kalvån). Vid provfiske har bland annat abborre, braxen, gädda och löja fångats i sjön.

## Delavrinningsområde
Opperhalen ingår i det delavrinningsområde (637102-134585) som SMHI kallar för Inloppet i Visen. Medelhöjden är 204 meter över havet och ytan är 4,19 kvadratkilometer. Det finns inga avrinningsområden uppströms utan avrinningsområdet är högsta punkten. Lillån (Kalvån) som avvattnar avrinningsområdet har biflödesordning 2, vilket innebär att vattnet flödar genom totalt 2 vattendrag innan det når havet efter 142 kilometer. Avrinningsområdet består  mestadels av skog (77 %). Avrinningsområdet har 0,62 kvadratkilometer vattenytor vilket ger det en sjöprocent på 14,7 %.

## Fisk
Vid provfiske har följande fisk fångats i sjön:
- Abborre
- Braxen
- Gädda
- Löja
- Mört
- Sik
- Stensimpa